# Операция «Масленица»
Операция «Масленица» (хорв. Operacija Maslenica, серб. Операција Масленица) — операция армии Хорватии, проведённая против вооружённых сил Республики Сербская Краина 22 января — 1 февраля 1993 в ходе войны в Хорватии и направленная на отвоевание ранее взятых под контроль сербами территорий к северу от города Задар. Названа по деревне Масленица. Операция закончилась хорватской победой.

## Предыстория
В начале сентября 1991 года, во время первых сражений в Хорватии 9 корпус Югославской народной армии под командованием Ратко Младича при поддержке отрядов Сербской Краины провели наступательную операцию в районе хорватского города Новиград. Стратегическая важность данного района заключается в том, что в береговую линию здесь глубоко вдаётся залив, Новиградско-Море. Залив имеет размеры около 10х10 километров, а соединён с Адриатикой лишь узким Новским проливом (длина 4 км, ширина от 30 до 400 метров). Через Новский пролив переброшен Масленицкий мост, по нему проходит прибрежное Адриатическое шоссе. Взяв под контроль этот мост, сербы ликвидировали сквозное сообщение по хорватской Далмации и отрезали Северную Далмацию от Южной. Единственный оставшийся у хорватов путь для связи проходил по Пажскому мосту, острову Паг и парому в Северную Далмацию. Кроме того, успех сербского наступления в 1991 году привёл к их выходу к пригородам Задара и обретению возможности вести артиллерийские обстрелы этого крупного хорватского города. Из Новиграда, большинство населения которого составляли хорваты, бежало почти всё мирное население. Масленицкий мост был взорван в ноябре 1991 года. В январе 1992 года было заключено перемирие. В регион введены войска UNPROFOR.

## Ход операции
За год после перемирия боеспособность хорватских отрядов, преобразованных в регулярную армию, значительно возросла, в то время как боеспособность сербских отрядов снизилась. Регулярные части ЮНА были выведены из Хорватии после её международного признания.
В этих условиях хорватское руководство приняло решение о проведении ограниченной операции, направленной на восстановление транспортного сообщения по далматинскому побережью. Наступление началось 22 января и оказалось неожиданным для краинских сербов. В ходе наступления хорваты активно использовали авиацию.
В первые же дни боёв хорватская армия взяла под контроль Новский пролив и заняла Новиград. Сербские отряды отступили. Хорватские источники говорят о бегстве сербов, сербские — об организованном отступлении. Дальнейшее наступление хорватов вглубь континента, однако, натолкнулось на более ожесточённое сопротивление сербов, которых усилили переброшенные из Боснии отряды, включая и силы Сербской добровольческой гвардии.
Ввиду ужесточившихся боёв, увеличившегося количества жертв и нарастающего международного давления на Хорватию, а также с учётом того, что главная цель операции была достигнута, хорватское руководство в начале февраля приняло решение о прекращении операции, что, впрочем, не собирались делать сербы, начавшие длительное контрнаступление. В течение весны 1993 года в районе продолжались спорадические бои и артобстрелы. Между враждующими сторонами была установления новая линия перемирия, которая продержалась более двух лет вплоть до операции «Буря».

## Последствия
Хорватская сторона добилась перехода под свой контроль Новского пролива и берегов Новиградского моря. В ходе операции «Масленица» было сожжено три сербские деревни, Смилич, Кашич и Ислам Грчки, что вынудило бежать всех их жителей.
Рядом с разрушенным Масленицким мостом был наведён временный понтонный мост, что позволило восстановить сквозное движение по адриатическому берегу. Одновременно в другом месте Новского пролива, ближе к морю, началось возведение нового моста. Этот мост был открыт в 1997 году и в настоящее время по нему проходит главная автомагистраль Хорватии A1 (Загреб — Задар — Сплит). С 2003 по 2005 год шло строительство и второго моста через пролив, вместо понтонного, на старом месте, причём одним из условий было возведение моста в той же форме, в какой он существовал до войны. Новый «старый» мост был открыт 17 июня 2005 года, по нему сейчас проходит Адриатическое шоссе D8.